# Seznam fosilních nalezišť megalodona
Toto je seznam fosilních nalezišť vyhynulého žraloka megalodona. Megalodon se vyskytoval celosvětově a objeveno bylo mnoho jeho fosilií pocházejících ze všech oceánů neogénu.
| Věk                       | souvrství                  | Stát               | Kontinent       |
| ------------------------- | -------------------------- | ------------------ | --------------- |
| pliocén                   | souvrství Luanda           | Angola             | Afrika          |
| pliocén                   |                            | Libye              | Afrika          |
| pliocén                   |                            | Jižní Afrika       | Afrika          |
| pliocén                   | souvrství Castell'Arquato  | Itálie             | Evropa          |
| pliocén                   | souvrství Arenas de Huelva | Španělsko          | Evropa          |
| pliocén                   | souvrství Esbarrondadoiro  | Portugalsko        | Evropa          |
| pliocén                   | souvrství Touril Complex   | Portugalsko        | Evropa          |
| pliocén                   | souvrství Red Crag         | Spojené království | Evropa          |
| pliocén                   | souvrství San Mateo        | Kalifornie         | Severní Amerika |
| pliocén                   | souvrství Towsley          | Kalifornie         | Severní Amerika |
| pliocén                   | souvrství Bone Valley      | Florida            | Severní Amerika |
| pliocén                   | souvrství Tamiami          | Florida            | Severní Amerika |
| pliocén                   | souvrství Yorktown         | Severní Karolína   | Severní Amerika |
| pliocén                   | souvrství Highlands        | Antigua a Barbuda  | Severní Amerika |
| pliocén                   | souvrství Refugio          | Mexiko             | Severní Amerika |
| pliocén                   | souvrství San Diego        | Mexiko             | Severní Amerika |
| pliocén                   | souvrství Tirabuzon        | Mexiko             | Severní Amerika |
| pliocén                   | souvrství Onzole           | Ekvádor            | Jižní Amerika   |
| pliocén                   | souvrství Paraguaná        | Venezuela          | Jižní Amerika   |
| pliocén                   | pískovce Black Rock        | Austrálie          | Oceánie         |
| pliocén                   | souvrství Cameron Inlet    | Austrálie          | Oceánie         |
| pliocén                   | souvrství Grange Burn      | Austrálie          | Oceánie         |
| pliocén                   | souvrství Loxton Sand      | Austrálie          | Oceánie         |
| pliocén                   | souvrství Whaler's Bluff   | Austrálie          | Oceánie         |
| pliocén                   | souvrství Tangahoe         | Nový Zéland        | Oceánie         |
| miocén                    |                            |                    |                 |
|                           | Egypt                      | Afrika             |                 |
| Madagaskarská pánev       | Madagaskar                 | Afrika             |                 |
|                           | Nigérie                    | Afrika             |                 |
| souvrství Varswater       | Jihoafrická republika      | Afrika             |                 |
| vápence Baripada          | Indie                      | Asie               |                 |
| souvrství Arakida         | Japonsko                   | Asie               |                 |
| Bihoku                    | Japonsko                   | Asie               |                 |
| souvrství Fudžina         | Japonsko                   | Asie               |                 |
| souvrství Hannoura        | Japonsko                   | Asie               |                 |
| souvrství Hongo           | Japonsko                   | Asie               |                 |
| souvrství Horimacu        | Japonsko                   | Asie               |                 |
| souvrství Ičiši           | Japonsko                   | Asie               |                 |
| souvrství Kurahara        | Japonsko                   | Asie               |                 |
| souvrství Maenami         | Japonsko                   | Asie               |                 |
| Macujama                  | Japonsko                   | Asie               |                 |
| souvrství Sekinobana      | Japonsko                   | Asie               |                 |
| souvrství Suso            | Japonsko                   | Asie               |                 |
| souvrství Takakubo        | Japonsko                   | Asie               |                 |
| souvrství Tonokita        | Japonsko                   | Asie               |                 |
| souvrství Curuši          | Japonsko                   | Asie               |                 |
| souvrství Wadžimazaki     | Japonsko                   | Asie               |                 |
| souvrství Jošii           | Japonsko                   | Asie               |                 |
|                           | Myanmar (Barma)            | Asie               |                 |
| souvrství Burgeschleinitz | Rakousko                   | Evropa             |                 |
| souvrství Melker Sand     | Rakousko                   | Evropa             |                 |
| souvrství Rzehakia        | Rakousko                   | Evropa             |                 |
| souvrství Weissenegg      | Rakousko                   | Evropa             |                 |
| Antwerpen Sands Member    | Belgie                     | Evropa             |                 |
|                           | Kypr                       | Evropa             |                 |
| souvrství Hrušky          | Česko                      | Evropa             |                 |
| souvrství Gram            | Dánsko                     | Evropa             |                 |
| Akvitánská pánev          | Francie                    | Evropa             |                 |
|                           | Německo                    | Evropa             |                 |
| pískovce Libano           | Itálie                     | Evropa             |                 |
| souvrství Blue Clay       | Malta                      | Evropa             |                 |
| vápence Globigerina       | Malta                      | Evropa             |                 |
| Aalten Member             | Nizozemsko                 | Evropa             |                 |
| souvrství Breda           | Nizozemsko                 | Evropa             |                 |
| Korytnické jíly           | Polsko                     | Evropa             |                 |
| vápence Leitha            | Polsko                     | Evropa             |                 |
| souvrství Esbarrondadoiro | Portugalsko                | Evropa             |                 |
| souvrství Fiľakovo        | Slovensko                  | Evropa             |                 |
| souvrství Arjona          | Španělsko                  | Evropa             |                 |
| kalcarenity Sant Elm      | Španělsko                  | Evropa             |                 |
|                           | Turecko                    | Evropa             |                 |
| souvrství Monterey        | Kalifornie                 | Severní Amerika    |                 |
| souvrství Puente          | Kalifornie                 | Severní Amerika    |                 |
| souvrství Purisima        | Kalifornie                 | Severní Amerika    |                 |
| souvrství San Mateo       | Kalifornie                 | Severní Amerika    |                 |
| souvrství Santa Margarita | Kalifornie                 | Severní Amerika    |                 |
| souvrství Temblor         | Kalifornie                 | Severní Amerika    |                 |
| souvrství Topanga         | Kalifornie                 | Severní Amerika    |                 |
| souvrství Bone Valley     | Florida                    | Severní Amerika    |                 |
| souvrství Calvert         | Maryland                   | Severní Amerika    |                 |
| souvrství Kirkwood        | New Jersey                 | Severní Amerika    |                 |
|                           | Barbados                   | Severní Amerika    |                 |
| souvrství Cojímar         | Kuba                       | Severní Amerika    |                 |
| souvrství Kendance        | Grenada                    | Severní Amerika    |                 |
|                           | Jamajka                    | Severní Amerika    |                 |
| vápence Aymamón           | Portoriko                  | Severní Amerika    |                 |
| souvrství Almejas         | Mexiko                     | Severní Amerika    |                 |
| souvrství Carrillo Puerto | Mexiko                     | Severní Amerika    |                 |
| souvrství Chagres         | Panama                     | Severní Amerika    |                 |
| souvrství Chucunaque      | Panama                     | Severní Amerika    |                 |
| souvrství Gatun           | Panama                     | Severní Amerika    |                 |
| souvrství Paraná          | Argentina                  | Jižní Amerika      |                 |
| souvrství Bahía Inglesa   | Chile                      | Jižní Amerika      |                 |
| souvrství Castilletes     | Kolumbie                   | Jižní Amerika      |                 |
| souvrství Miramar         | Peru                       | Jižní Amerika      |                 |
| souvrství Pisco           | Peru                       | Jižní Amerika      |                 |
| souvrství Camacho         | Uruguay                    | Jižní Amerika      |                 |
| souvrství Cantaure        | Venezuela                  | Jižní Amerika      |                 |
| souvrství Caujarao        | Venezuela                  | Jižní Amerika      |                 |
| souvrství Socorro         | Venezuela                  | Jižní Amerika      |                 |
| souvrství Urumaco         | Venezuela                  | Jižní Amerika      |                 |
| vápence Batesford         | Austrálie                  | Oceánie            |                 |
| pískovce Black Rock       | Austrálie                  | Oceánie            |                 |
| vápence Gippsland         | Austrálie                  | Oceánie            |                 |
| souvrství Mannum          | Austrálie                  | Oceánie            |                 |
| vápence Morgan            | Austrálie                  | Oceánie            |                 |
| vápence Port Campbell     | Austrálie                  | Oceánie            |                 |
|                           | Fidži                      | Oceánie            |                 |
|                           | Francouzská Polynésie      | Oceánie            |                 |